# Маллинкродт, Бернгард фон
Бернгард фон Маллинкродт (нем. Bernhard von Mallinckrodt; 29 ноября 1591, Ален — 7 марта 1664, Оттенштайн) — немецкий библиограф, писатель, просветитель, коллекционер.

## Биография
Декан кафедрального собора в Мюнстере. 
Был отлучён от Церкви и умер в тюрьме.

## Значение
В книжном указателе его обширной библиотеки впервые был задокументирован термин «инкунабула» для обозначения изданий, вышедших в свет до 1 января 1501 года. В 1639 году этот термин употребляется в его памфлете «De ortu et progressu artis typographicae» («О развитии и прогрессе искусства типографии»).

## Сочинения
- De natura & usu literarum. — Münster, 1638.
- De ortu & progressu artis typographicae. — Cöln, 1639.
- De Archicancellariis S. R. I. ac Cancellariis Imperialis Aulae. — Münster, 1640; Jena, 1715.
- Paralipomena de historicis graecis. — Cöln, 1656.
- Tractatus de summo hominis bono.